# 浄土宗教校
浄土宗教校（じょうどしゅうきょうこう）は浄土宗寺院の子弟のために浄土宗知恩院派が明治初期に全国に創設した学校。
後述する学校の前身である。
- 東京: 芝中学校・高等学校
- 愛知: 東海中学校・高等学校
- 京都: 東山中学校・高等学校
- 大阪: 上宮中学校・高等学校
- 熊本: 鎮西中学校・高等学校、真和中学校・高等学校